# 搗鉱機

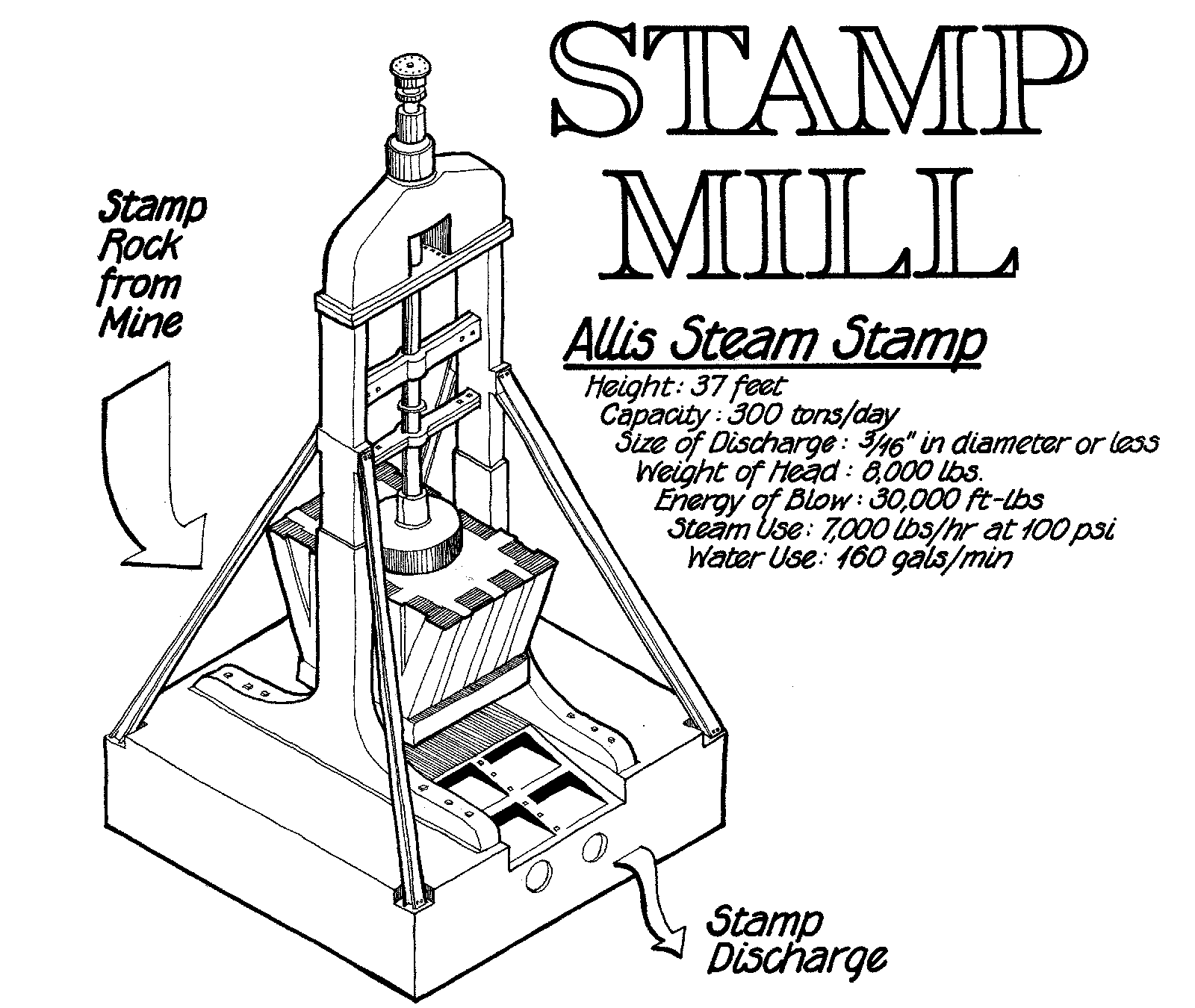
アリス社の蒸気機関搗鉱機で示された単位操作の説明図

搗鉱機（とうこうき　英:stamp millまたはstamp battery）とは、金属鉱石の抽出あるいは次なる工程のため、磨り潰すというより繰り返し上から搗くことで素材を粉砕するタイプの破砕機である。砕鉱機とも呼ばれる。素材の粉砕は単位操作の一種である。

## 概要

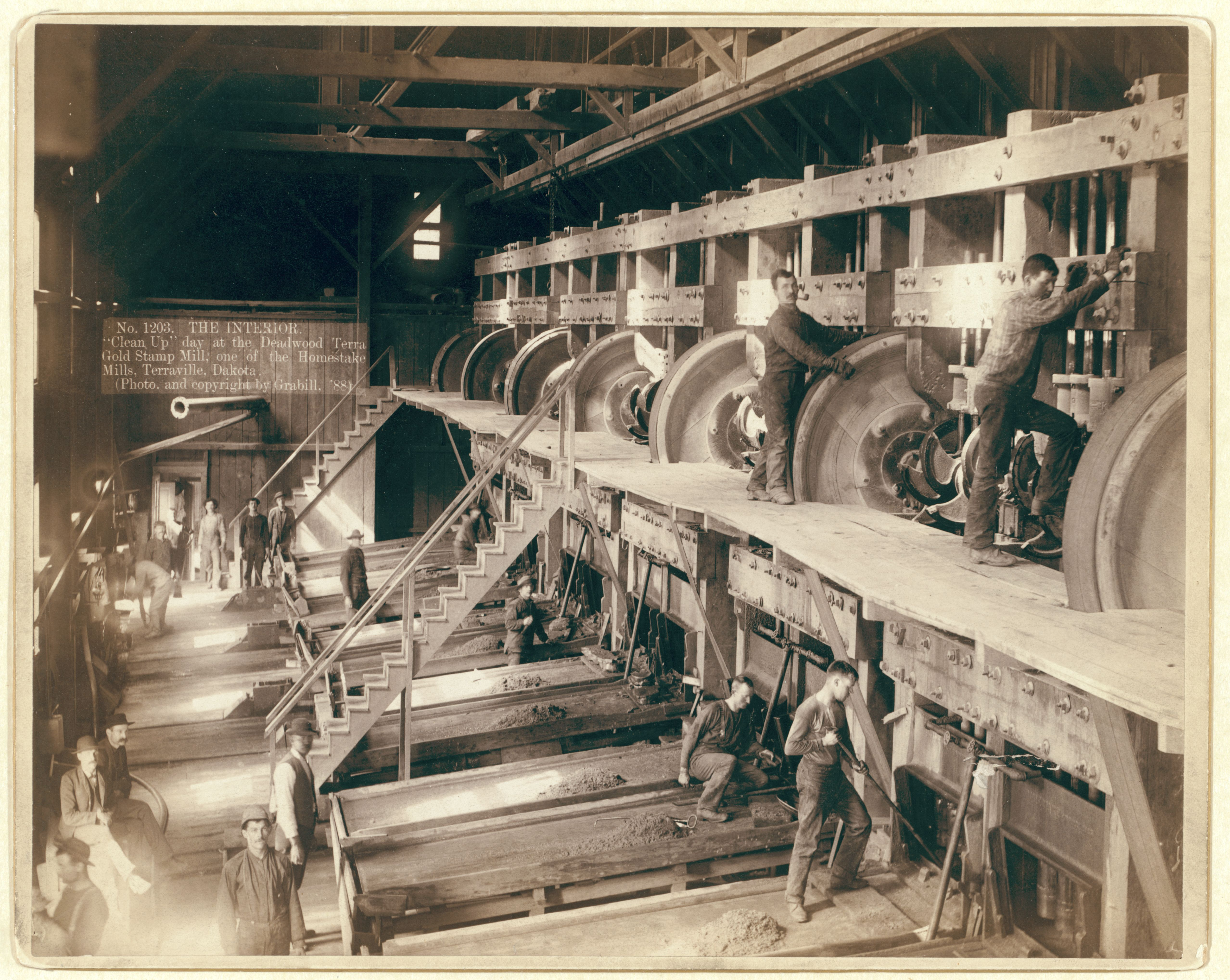
金鉱石の破砕工場の内部。米国1888年

搗鉱機は、型枠内で垂直に緩く保持された重い鋼鉄の塊（場合によっては鉄靴を嵌めた木材）の破砕棒で構成され、内部で破砕棒が上下にスライドできるようになっている。水平回転するシャフト上のカムによって破砕棒は持ち上げられる。カムが破砕棒の下から動くと、破砕棒は下方にある鉱石の上に落下して岩石を粉砕し、そしてカムの次なる通過でまた破砕棒を持ち上げるという工程が繰り返される。
型枠と破砕棒の各セットは時に「バッテリー」または「スタンプ」と呼ばれ、破砕工場はそこに設置されているスタンプの数によって分類されることがある（例えば「10スタンプミル」は搗鉱機を10セット備えた工場のこと）。それらは通常直線的に配置されているが、破砕工場を拡張する際は、そのラインを延長するのではなく新たなラインを構築しても構わない。装置全体の高さは約6メートルを超えることがあり、大きな基礎を必要とするので（産業考古学者によって文書化されているように）放棄された破砕工場の敷地には通常、最も目立つ特徴として直線的な基礎の列ができている。搗鉱機のスタンプは通常、5基で1セットになっている。
一部の選鉱作業では大量の水を使用したため、一部の搗鉱機は天然または人工的な水域の近くにある。例えばレッドリッジ・スティール・ダム(en)は、工程で使う水を砕鉱機に供給するために建設されたものである。

## 歴史
水力で動く搗鉱機の主な構成要素 である水車とカムとハンマーは、ヘレニズム時代に地中海東部地域で知られていた。古代のカムは、紀元前3世紀から水力で動く初期のオートマタに見られる。古代ローマの学者大プリニウスの『博物誌』の一節(NH 18.23)では、水力で動く破砕棒が西暦1世紀までにイタリアでかなり普及したことが次のように示されている「イタリアの大部分では蹄鉄のない破砕棒を使用し、また水が通り過ぎるにつれて回転する車輪と、トリップハンマーを使っている」。これらのトリップハンマーは穀物の脱穀および脱稃に使われた 。5世紀半ばには、コンダの聖ロマヌス(Romanus of Condat)によってへき地のジュラ地方に設立された修道院で、破砕棒に普通の水車小屋を備えた脱穀機も確認されており、トリップハンマーの知識が中世初期まで続いたことを示すものとなっている。農作業とは別に、考古学的証拠もまたローマの金属加工におけるトリップハンマーの存在を強く示唆している。ケントのイッカム(en)地区は、ローマの水車小屋と金屑の廃棄場も幾つか痕跡が残っている地域で、力学的変形がある大型の金属ハンマーヘッドが発掘された。   
しかし、搗鉱機の最も広い活用はローマの鉱山にて起こったと考えられており、そこでは深部鉱脈からの鉱石が更なる処理のためにまず小片に粉砕された。ここで、台石の大きな凹みの規則性と間隔はカム操作の鉱物破砕棒の使用を示すものであり、後の中世の採掘装置によく似ている。このように力学的に変形した台が、Dolaucothiやイベリア半島など、西ヨーロッパにある数多くのローマ時代の銀および金の採掘場で発見されており、その年代は西暦1世紀から2世紀とされている。Dolaucothiではこれらの搗鉱機が液圧駆動式であり恐らく他のローマの採掘場でもそうだが、そこで大規模なハッシングおよびグラウンド・スライシング技術が使われていたのは、機械の動力として大量の水が直接的に利用可能だったことを意味するものであった。
973年には早くもサマルカンドで、搗鉱機が鉱山労働者に使用されていた。それらは中世のペルシアで鉱石を砕くために使われた。11世紀までに、西はイスラーム統治下のスペインやアフリカ北部から東は中央アジアまで、搗鉱機は中世イスラーム世界全域に普及した。 

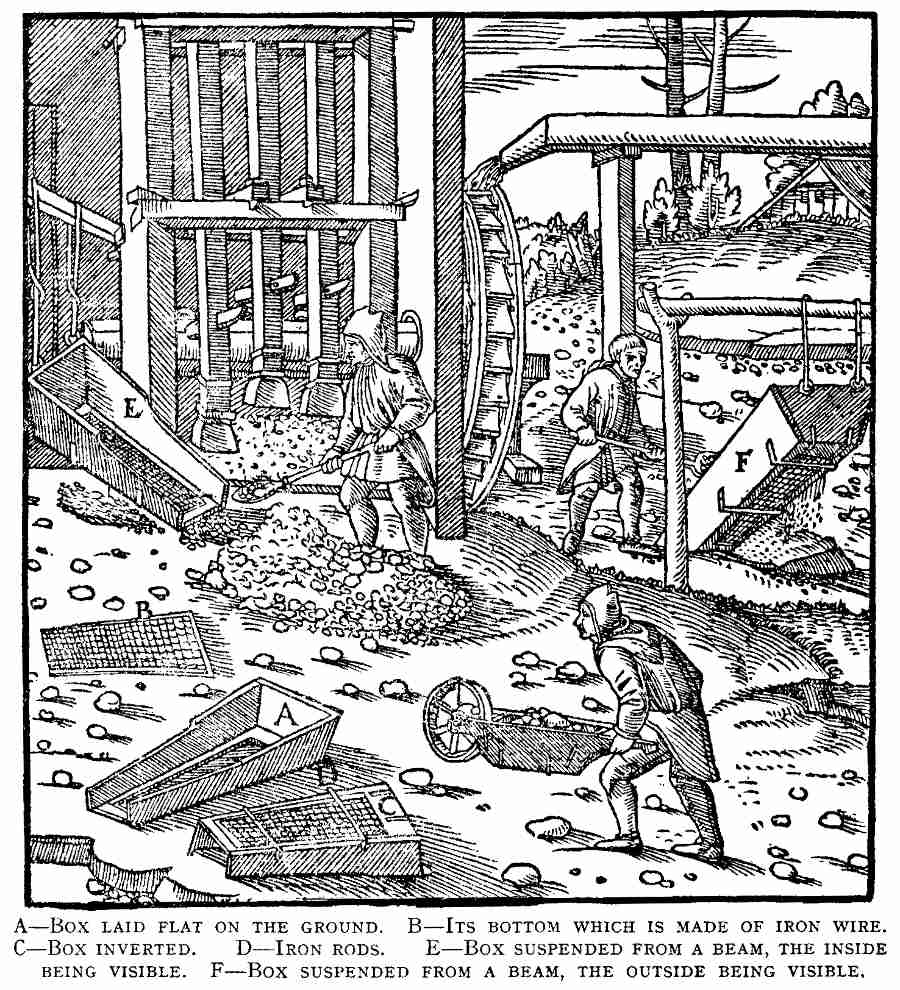
ゲオルク・アグリコラ著『デ・レ・メタリカ(De re metallica)』に掲載された搗鉱機。1556年

水力で機械化されたトリップハンマーは、12世紀までに中世ヨーロッパで再び出現した。それらの使用が、西暦1135年と1175年に書かれた中世のシュタイアーマルク（現在のオーストリア）の資料に記述されている。どちらの文書も、鉱石粉砕のための垂直式搗鉱機の使用を記述したものである。1116年と1249年の中世フランスの資料はどちらも、錬鉄の鍛造において用いられた機械式トリップハンマーの使用を記載している。 
15世紀まで、中世ヨーロッパのトリップハンマーは大半の場合、垂直式破砕棒の搗鉱機の形状であった。ルネッサンスの著名な芸術家にして発明家のレオナルド・ダ・ヴィンチは、鍛造や削り切断装置であっても使うためのトリップハンマーを、しばしば垂直式破砕棒の搗鉱機タイプのものでスケッチしていた。
鍛造用ハンマー「Martinet」のヨーロッパ最古の描写イラスト例は、恐らく西暦1565年のオラウス・マグヌスの著書『北方民族文化誌』である。この木版画の図絵には、3つのMartinetと水車が、オスマンド鉄(en)の錬鉄炉かまどのふいご（木と革製）を動かしている場面がある。横向きのトリップハンマーは、ヨアヒム・フォン・ザンドラルトとヴィットリオ・ゾンカによって西洋芸術のイラスト画（1621年）に最初に描かれた。
1556年に出版されたゲオルク・アグリコラの『デ・レ・メタリカ』の8巻には、水力の搗鉱機が描かれている。アグリコラが図示する搗鉱機は、各破砕棒の終端に鉄製靴を使っていることを除き、主に木造であった。カムシャフトは水車の車軸に直接設置され、破砕棒は通常3本一組で配置され、各水車が一組ないし二組を動かす。

### 19世紀

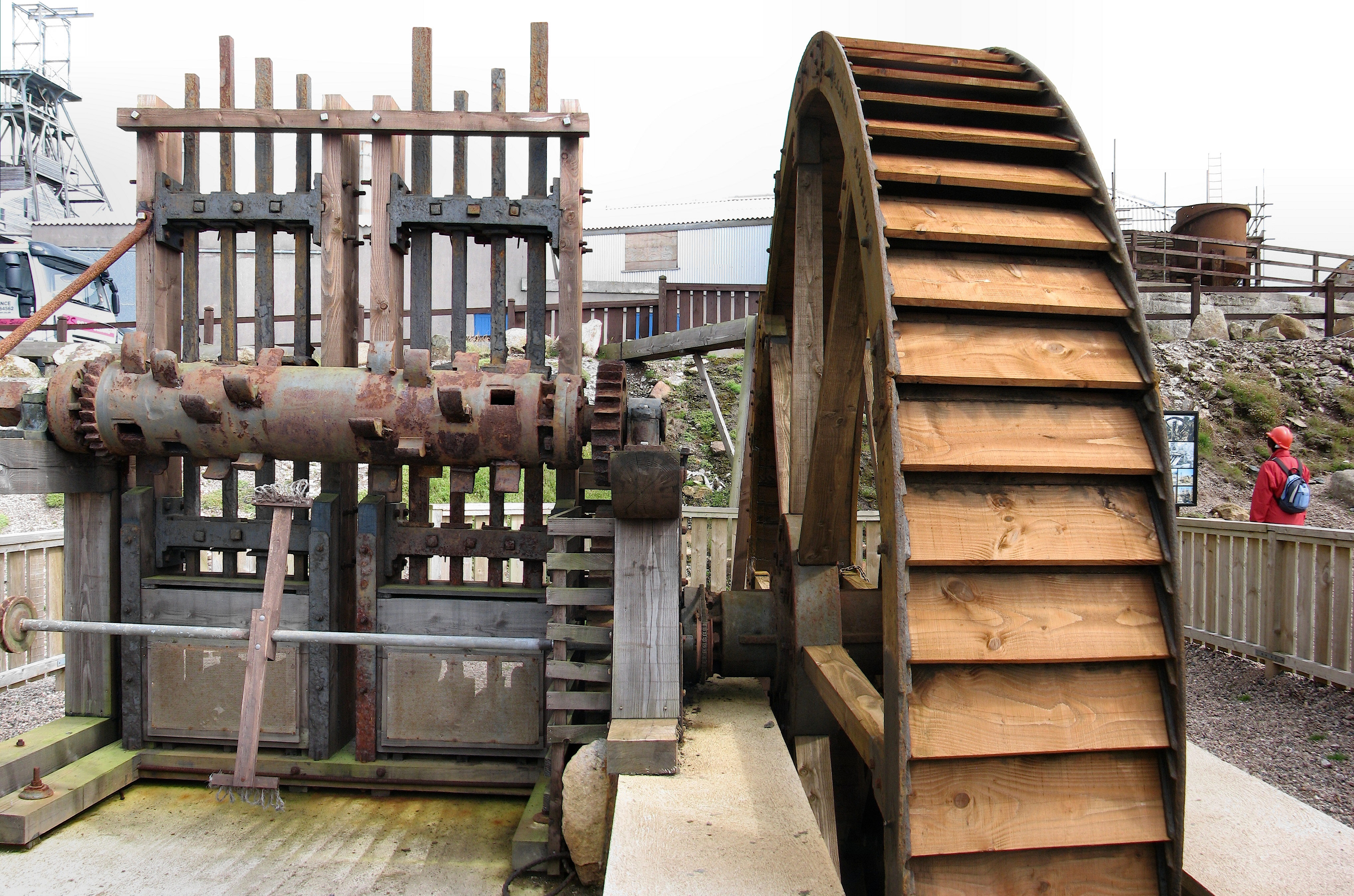
水力で動く8本立てのコーンウォール式搗鉱機

米国で最初の搗鉱機は、シャーロット (ノースカロライナ州)近くのカプス鉱山で1829年に建設された。19世紀後半から20世紀初頭にかけて、米国の金、銀、銅の採掘地域では、金属を抽出する前段階としての鉱石が粉砕される作業工程で搗鉱機は一般的となった。それらは19世紀後半に多くの応用機器において、もっと効率的な手法に置き換えられた。しかしその単純さから、20世紀に入ってもへき地では搗鉱機が鉱石処理によく使用されることとなった（19世紀の広告では、一部の搗鉱機は分解可能で小分けにしてラバで運搬でき、簡単な道具だけで現場で組み立てられることを強調していた）。コロンビアでは、電気モーターで動かす搗鉱機が、今でも職人鉱夫によって使用されている。

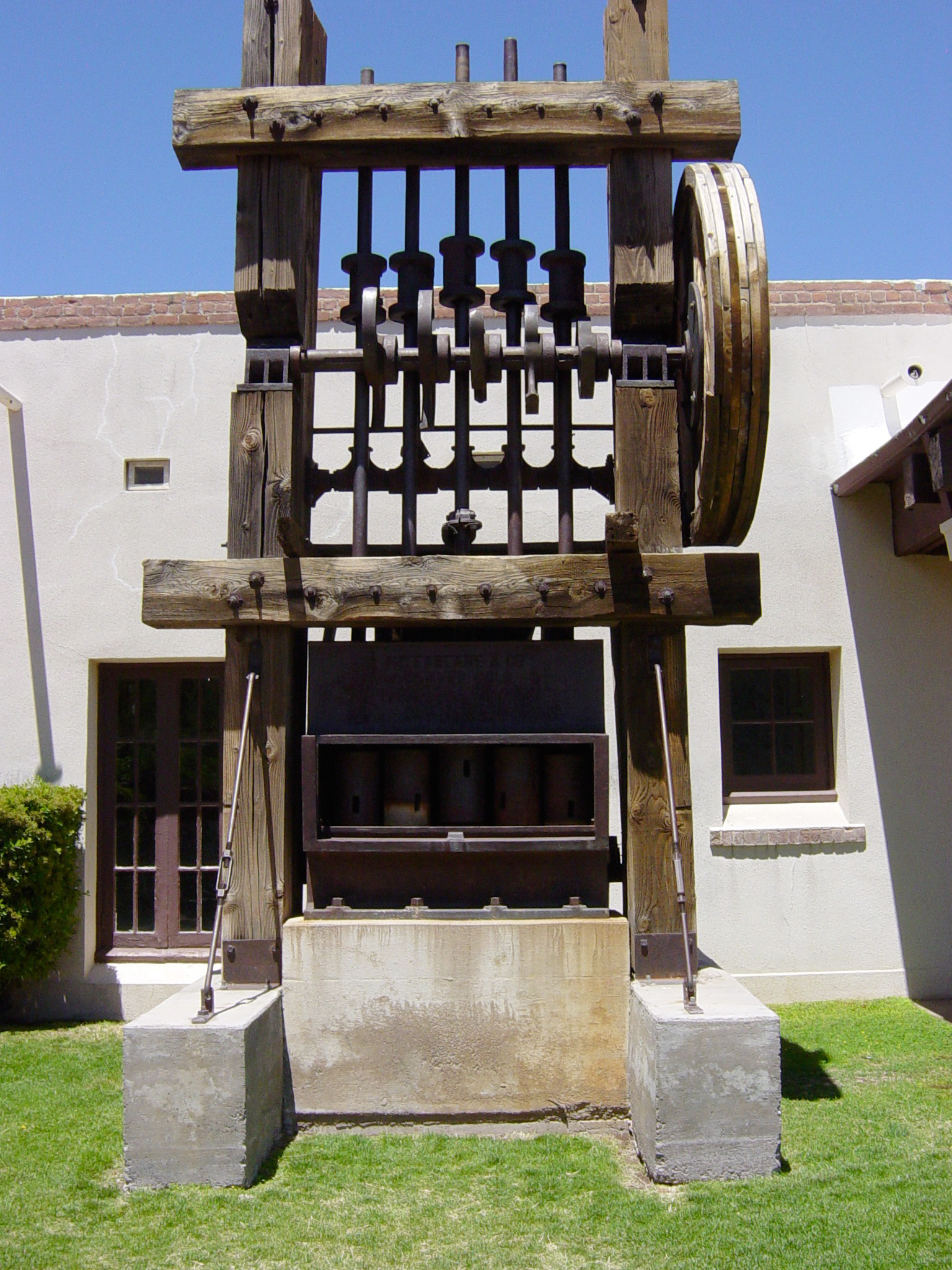
銅鉱石を粉砕するためにアリゾナで使用されていた5本組のカリフォルニア式搗鉱機

コーンウォール式搗鉱機（コーニッシュスタンプ）は、1850年頃にスズの採掘で使用するためにコーンウォールで開発された搗鉱機である。コーニッシュスタンプは、鉱石の小さな塊を砂のような材料に粉砕するために使用された。底部に鉄製「ヘッド」がついた重い木材または鉄製のリフター（破砕棒）は回転する車軸上のカムによって持ち上げられ、鉱石と水の混合物の上に落下すると下部の箱に流れ込む構造となっている。ヘッドは一般的に約200-400kgの重さがあり、通常は木材フレームの中に4本一組で配置された。小さな搗鉱機は一般的に水車で、大きいものは蒸気機関で動かしていた。
カリフォルニア式搗鉱機はコーニッシュスタンプを基本としたもので、カリフォルニアの金鉱で使用された。この搗鉱機では、破砕棒を横から持ち上げるようにカムが配置されているため、破砕棒が回転する。これが、破砕棒の底にある靴の磨耗を均等にしていた。1トンしか粉砕できないコーニッシュスタンプとは対照的に、カリフォルニア式は動きがより迅速で、単一のヘッドで1.5トンの鉱石を粉砕すること可能だった。

## その他の種類

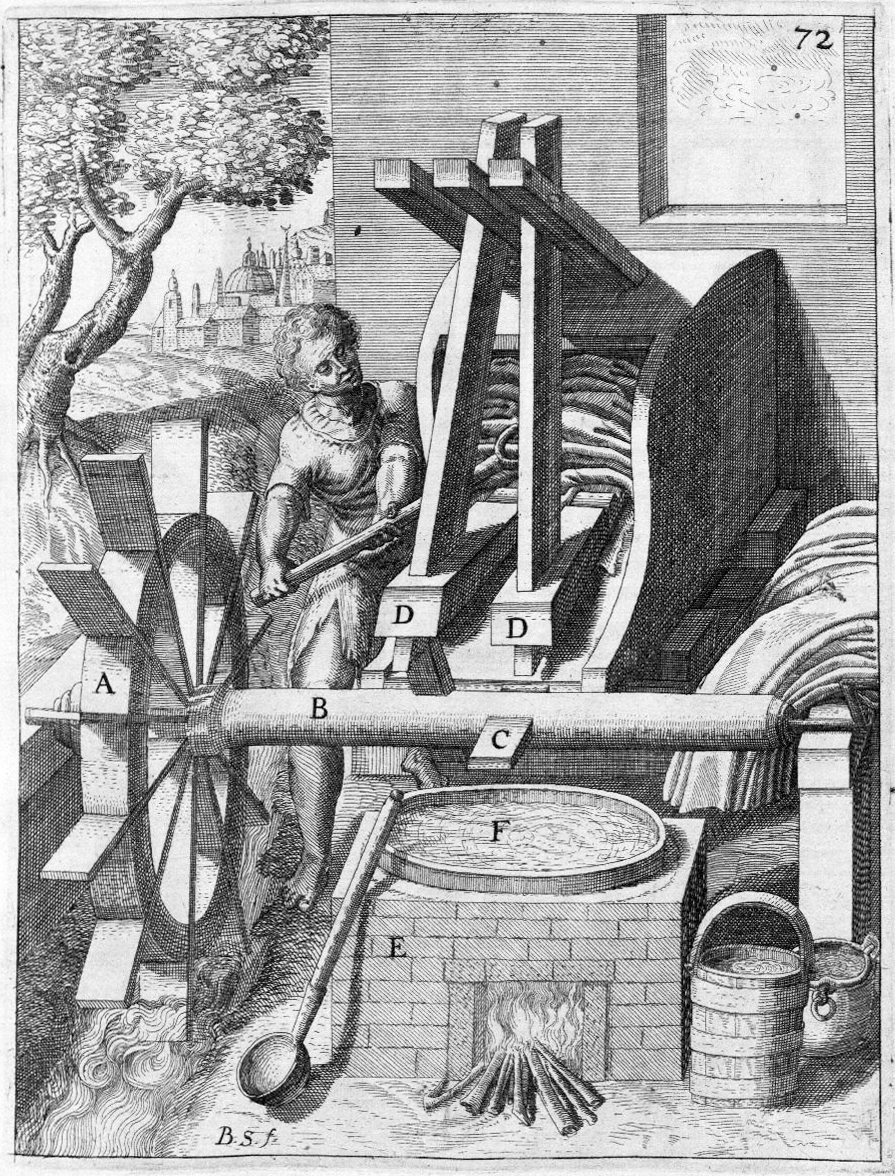
縮充機。ゲオルク・ベックラーの著書『新しい機械の劇場(Theatrum Machinarum Novum)』より。1661年

ホランダー型叩解機が発明される前、初期の製紙では紙料 （パルプ）の準備段階で搗鉱機が使用された。これは羊毛を縮充する際に使用されていた器具から派生した可能性もある。粉砕した種子から搾油する前の油料種子の処理でもそれらが使用された。初期の圧搾機は水力で動いていたが、蒸気や電気で動かすことも可能である。 